# Christophe Lacassagne
Christophe Lacassagne, né à Tarbes en 1964, est un baryton français.

## Biographie
Il commence à l’âge de 17 ans une formation de comédien sous la direction de Mercedes Tormo au Théâtre du Matin de Tarbes. Il joue ensuite pendant 7 ans le répertoire classique et contemporain : Molière, Ionesco, Tardieu, Marivaux notamment. Parallèlement il poursuit des études universitaires à Paris VIII en théâtre histoire des arts.
À 22 ans il commence à étudier le chant avec Gérard Chapuis puis entre en 1989 au CNSMD de Paris dans la classe de Peter Gottlieb. En 1992, il est engagé par Jean-Pierre Brosmann dans la troupe de l’Opéra national de Lyon. Il y fait ses débuts avec Papageno dans Une petite flûte enchantée, Theseus dans Le Songe d’une nuit d’été et Figaro dans Les Noces de Figaro Dès lors, il se produit sur des scènes internationales comme le Théâtre de la Monnaie de Bruxelles, le Bunkamura de Tokyo ou le Teatro Lirico de la Scala de Milan.
Il travaille avec des chefs d’orchestre tels que Kent Nagano, Peter Eötvös, David Robertson et des metteurs en scène comme Klaus Mikael Grubber, Tamas Asscher, Michel Fau, Jean-Pierre Vincent, Robert Carsen.
Christophe Lacassagne a interprété plus de cinquante rôles lyriques, parmi lesquels Bartholo dans le Barbier de Séville,,  le Comte des Noces de Figaro, Don Giovanni, Escamillo dans Carmen, Falstaff Mackie dans l’Opéra de Quat’Sous,  et Rigoletto. Il a participé au Festival de Saint Céré en 2006 et les années suivantes, souvent dans les mises en scène d'Olivier Desbordes, parmi lesquelles on peut citer Don Giovanni, ou le Pacha Sélim dans l'Enlèvement au sérail ou Quiribi dans le Roi Carotte d'Offenbach .Et c'est avec la compagnie Opéra Éclaté qu'il est, en 2012, James Jarvis dans la création française de Lost in the stars, la dernière œuvre de Kurt Weil d'après le roman d'Alan Paton, Pleure O paix bien-aimé.

## Rôles et productions
- Les 4 Diables, Les Contes d'Hoffmann, Opéra de Fribourg décembre 2017, janvier 2018 - Opéra Éclaté tournée nationale 2018
- Le Devin, Le Devin du village, Festival de Saint Céré 2018
- Giorgio Germont, La traviata, Festival de Saint-Céré 2016 - Opéra Éclaté tournée nationale janvier - mai 2017
- Le Vice Roi, La Périchole, Festival de Saint-Céré 2016 - Opéra Éclaté tournée nationale janvier - mai 2017
- Falstaff, Falstaff, Festival de Saint-Céré 2015, Opéra de Dijon avril 2006,
- Raimondo, Lucia di Lammermoor, Festival de Saint-Céré 2014
- Le Roi Vlan, Le Voyage dans la lune, Opéra de Fribourg décembre 2013, Opéra de Lausanne janvier 2014

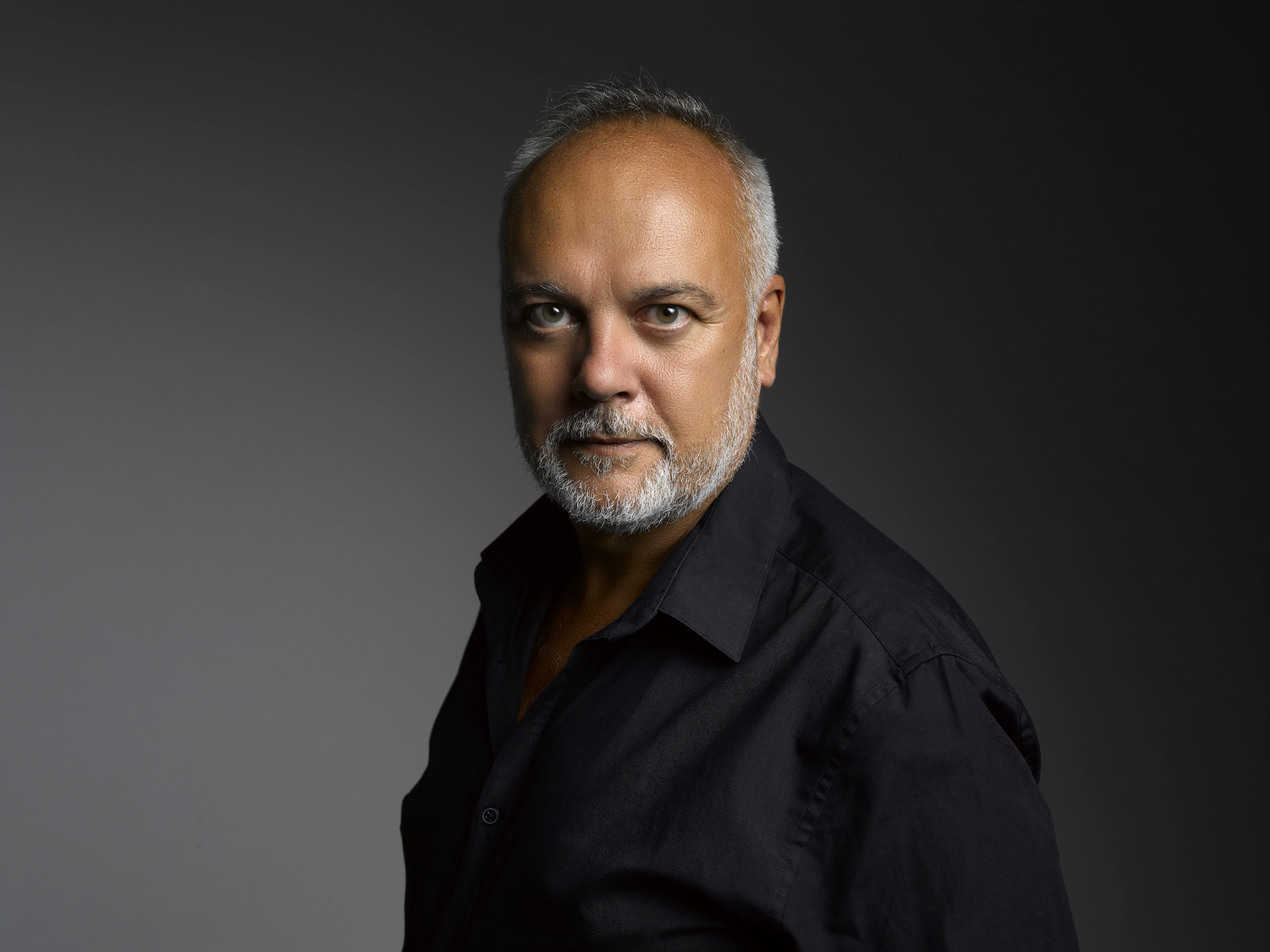

- James Jarvis, Lost in the Stars, Opéra Éclaté tournée nationale octobre 2012 - Janvier 2014, Festival de Saint-Céré 2012
- Rigoletto, Rigoletto, Festival de Saint-Céré 2011
- Alfio, Cavalleria Rusticana,	Les Nuits Lyriques de Bastia2011
- Marcello, La Bohème,	Opéra de Massy mars 2011, Opéra Éclaté tournée nationale janvier - mai 2011
- Macbeth, Macbeth, Les Nuits Lyriques de Bastia
- Marcel, La Bohème version française, Festival de Saint-Céré 2010
- Amonasro, Aida, Les Nuits Lyriques de Bastia 2010
- Le Comte, Les Noces de Figaro,	Opéra Royal de Rabat avril 2009, Opéra de Dijon mars 2005, Festival de Saint-Céré 1999 - Opéra Éclaté tournée nationale janv – fev 99
- Luther – Crespel, Les Contes d'Hoffmann,	Festival de Saint-Céré 2009, Opéra Éclaté tournée nationale janv – mars 2009
- Quiribibi – Koffre, Le Roi Carotte, Opéra de Dijon, Théâtre Sylvia Monfort, Festival de Saint-Céré  2008
- Bartolo, Le Barbier de Seville, Festival de Saint-Céré 2008 et 1999, Opéra Éclaté tournée nationale juillet 2008 mai 2009 / janv-fév 1999, Opéra Royal de Marrakech juin 2008
- Don Giovanni, Don Giovanni, Opéra de Dijon avril 2008, Festival de Saint-Céré 2006, Opéra de Massy février 2002, Opéra Éclaté tournée nationale 2002
- Le Sacristain, Tosca, Opéra de Dijon janvier 2008 – février 2003
- Schubert, La Belle Meunière - Création, Théâtre du Jorat (Suisse) mai 2007
- Le Vice-Roi, La Périchole, Opéra de Dijon janvier 2007
- Escamillo, Carmen, Opéra Royal de Rabat avril 2007, Marrakech avril 2001
- Le Geolier, Dialogue des Carmélites, Opéra de Dijon février 2005
- Joseph Schweik, Le Brave Soldat Schweik, Opéra de Dijon février 2007, Opéra Éclaté tournée nationale 2005, Festival de Saint-Céré 2004
- Morales	Carmen, Opéra de Dijon octobre 2006, Bunkamura de Tokyo septembre 1997, Opéra National de Lyon mai 1996, Opéra Comique Paris juillet 1996
- Le Condamné à mort, Le Condamné à mort - création mondiale, Opéra de Dijon janvier 2006, Festival de Saint-Céré 2002, Théâtre Sylvia Monfort novembre 2003
- Papageno, Une Petite Flûte Enchantée, Opéra théâtre de Besançon mai 2006, Théâtre des Célestins	Lyon juin 1995,, Opéra Comique de Paris décembre 1994 / C., ra National de Lyon 1992
- Eusebio, L'occasione fa il ladro, Opéra théâtre de Besançon mai 2006
- Le Baron, La Vie Parisienne, Opéra de Dijon janvier 2005, Théâtre Sylvia Monfort novembre 2004, Opéra Éclaté tournée nationale 2002
- Guglielmo, Cosi fan tutte, Opéra de Dijon mars 2005, Opéra Éclaté tournée nationale 2004, Opéra National de Lyon mai 1996
- Mackie, L'Opéra de Quat'sous, Opéra Éclaté tournée nationale 2004-2005, Théâtre Sylvia Monfort décembre 2003 janvier 2004, Festival de Saint-Céré 2003
- Le Sprecher, La Flûte enchantée, Opéra Éclaté tournée Nationale 2001
- Zuniga, Carmen Arabo-Andalouse, Festival de Saint-Céré 2010, Opéra Éclaté tournée nationale 2001–2002
- Yamadori, Madame Butterfly, Opéra Théâtre de Besançon mai 2000
- Presto, Les Mamelles de Tirésias, Opéra Théâtre de Besançon décembre 1999
- Figaro, Les Noces de Figaro, Opéra Éclaté tournée nationale 1999, Opéra National de Lyon décembre 1996 – 94, Théâtre des Amandiers Nanterre janvier 1995, Théâtre de Thionville mars 1991, CNSMP juin 1991
- Schaunard, La Bohème, Opéra de Massy novembre 1998, Opéra National de Lyon mai 1997
- Geppetto, Pinocchio, Théâtre des Jeunes Années Lyon 1998
- L’Arbre – le Fauteuil, L'Enfant et les Sortilèges, Théâtre National de Tarbes avril décembre 1998 , Théâtre de Bochum juin 1996, Théâtre de la Monnaie Bruxelles 1992, Opéra National de Lyon décembre 1992  – M.Leiser
- Blind, La Chauve-Souris, Opéra National de Lyon mai 1995
- Marubbio, La Station Thermale, Opéra Comique Paris novembre 1995, Teatro lirico de la Scala de Milan mars 1995, Opéra National de Lyon novembre 1993
- Le Professeur, Schliemann, Opéra National de Lyon mai 1995
- Theseus, Le Songe d'une nuit d'été, Opéra National de Lyon février 1995
- Brander, La Damnation de Faust, Opéra National de Lyon novembre 1994
- Marquis d’Obigny, La Traviata, Opéra National de Lyon 1993
- Masetto, Don Giovanni, Opéra National de Lyon décembre 1993